# James Sutton
James Cook, más conocido como James Sutton, es un actor inglés, conocido por haber interpretado a John Paul McQueen en la serie de televisión Hollyoaks.

## Biografía
James es hijo de Steve y Jeanette Cook, tiene un hermano menor, Ben y una hermana menor Amy.
En agosto de 2009 comenzó a salir con la actriz Sammy Winward, sin embargo la relación terminó en julio de 2010.
James comenzó a salir con la modelo Kit Williams, la pareja se comprometió en enero de 2015 cuando James le pidió matrimonio mientras se encontraban de vacaciones en Barbados, sin embargo terminaron su relación en el 2016.
En el 2017 comenzó a salir con Rachael Collin, más tarde la pareja se comprometió y se casaron en septiembre del 2018.

## Carrera
En el 2008 apareció como invitado en la serie Casualty donde interpretó a Eli Taylor, un joven que sufre de narcolepsia y cataplejía.
En septiembre del 2006 se unió al elenco de la exitosa y popular serie británica Hollyoaks donde interpretó a John Paul McQueen, hijo de Myra McQueen, hasta el 20 de octubre de 2008, después de que su personaje decidiera irse de Hollyoaks después de haber sido secuestrado por su medio hermano Niall (Barry Sloane) y para reencontrarse con su novio Craig Dean. El 18 de diciembre del 2012 James regresó a la serie y su última aparición fue el 9 de marzo del 2017 después de que su personaje decidiera mudarse a Singapur con su hijo Matthew.
El 15 de junio de 2009 se unió al elenco de otra exitosa serie Emmerdale Farm donde interpretó al mecánico Ryan Daniel Lamb, el hijo de Faye Lamb y Mark Wylde, hasta el 26 de abril de 2011, después de que su personaje decidiera irse de la villa.
En diciembre del 2011 se anunció que James aparecería en la serie Bedlam en el 2012 donde interpreta Mike, el prometido de Stella (Lacey Turner). En el 2012 apareció como invitado en la serie médica Doctors donde interpretó a Jed Miller, ese mismo año también apareció en un episodio de la serie Scott & Bailey.

## Filmografía

### Series de televisión
| Año                      | Serie               | Personaje         | Notas                                 |
| ------------------------ | ------------------- | ----------------- | ------------------------------------- |
| 2006 - 2009, 2012 - 2017 | Hollyoaks           | John Paul McQueen | 473 episodios                         |
| 2012                     | Bedlam              | Andy              | episodio "The Long Drop"              |
| 2012                     | Holby City          | Floyd Shepherd    | episodio "A Woman's Work"             |
| 2012                     | Doctors             | Jed Miller        | episodio "Firestarter"                |
| 2012                     | Scott & Bailey      | Gavin Bishop      | episodio # 2.6                        |
| 2009 - 2011              | Emmerdale Farm      | Ryan Lamb         | 236 episodios                         |
| 2008                     | Casualty            | Eli Taylor        | episodio "Doing the Right Thing"      |
| 2006                     | Dream Team 80's     | Terry Glover      | miniserie                             |
| 2006                     | Trial & Retribution | Barry Milne       | episodio "Sins of the Father: Part 1" |

### Teatro
| Año  | Obra          | Personaje |
| ---- | ------------- | --------- |
| 2011 | Twelfth Night | Orsino    |

## Premios y nominaciones
| Año  | Categoría                           | Premio                     | Serie          | Resultado |
| ---- | ----------------------------------- | -------------------------- | -------------- | --------- |
| 2010 | Most Popular Newcomer               | National Television Awards | Emmerdale Farm | Nominado  |
| 2010 | Best Actor                          | British Soap Award         | Emmerdale Farm | Nominado  |
| 2008 | Best Actor                          | British Soap Award         | Hollyoaks      | Nominado  |
| 2008 | Best Storyline (junto a Guy Burnet) | British Soap Awards        | Hollyoaks      | Nominados |
| 2007 | Best Actor                          | British Soap Award         | Hollyoaks      | Nominado  |
| 2007 | Best Dramatic Performance           | British Soap Award         | Hollyoaks      | Nominado  |
| 2007 | Most Popular Actor                  | National Television Awards | Hollyoaks      | Nominado  |